# Placentadieren
Placentadieren (Placentalia) vormen een grote infraklasse van zoogdieren. Samen met de buideldieren (Marsupialia) en de cloacadieren (Monotremata) zijn de Placentalia een van de drie onderverdelingen van de moderne zoogdieren. 
Placentadieren onderscheiden zich van deze andere groepen zoogdieren doordat de foetus relatief lange tijd in de baarmoeder wordt gedragen. De naam placentadieren is niet geheel juist: ook bij sommige buideldieren wordt de foetus gevoed met een placenta, zij het voor een relatief korte periode. Gevolg is dat de nieuwgeboren jongen zich nog enige tijd ontwikkelen in de buidel.
De placentadieren vormen veruit de grootste groep binnen de zoogdieren: er zijn ongeveer 5200 soorten beschreven. In delen van Noord-Amerika, in geheel Azië ten westen van Celebes en in Europa en Afrika zijn het tegenwoordig de enige zoogdieren. Juramaia is het oudste bekende placentadier.

## Naam
In 1837 had Richard Owen het voor het eerst over placental Mammalia. In 1838 benoemde Charles Lucien Bonaparte overeenkomstig een Placentalia. Eigenlijk had de naam in correct Latijn "Placentaria" moeten luiden.

## Anatomie
In plaats van een cloaca opent het rectum zich via de anus en het urogenitale stelsel via de penis of vulva. 
Het corpus callosum bevindt zich tussen de twee hersenhelften.

## Het verschil tussen Eutheria en Placentalia
Hoewel deze twee termen meestal als synoniemen worden gebruikt, is er toch een verschil tussen: een aantal fossiele geslachten, waaronder Eomaia, hoort wel bij de Eutheria, maar niet bij de Placentalia.

## Nieuwe indeling
|               | Xenarthra                                                           |
|               |                                                                     |
| Boreoeutheria | \| \| Laurasiatheria \| \| \| \| \| \| Euarchontoglires \| \| \| \| |
|               | \| \| Laurasiatheria \| \| \| \| \| \| Euarchontoglires \| \| \| \| |
|               | Laurasiatheria                                                      |
|               |                                                                     |
|               | Euarchontoglires                                                    |
|               |                                                                     |

|  | Laurasiatheria   |
|  |                  |
|  | Euarchontoglires |
|  |                  |

|               | Xenarthra                                                           |
|               |                                                                     |
| Boreoeutheria | \| \| Laurasiatheria \| \| \| \| \| \| Euarchontoglires \| \| \| \| |
|               | \| \| Laurasiatheria \| \| \| \| \| \| Euarchontoglires \| \| \| \| |
|               | Laurasiatheria                                                      |
|               |                                                                     |
|               | Euarchontoglires                                                    |
|               |                                                                     |

|  | Laurasiatheria   |
|  |                  |
|  | Euarchontoglires |
|  |                  |

De traditionele indeling van de placentadieren wordt door DNA-onderzoek flink op z'n kop gezet. De Placentalia worden nu in vier nieuwe superorden verdeeld:
- Afrotheria
- Euarchontoglires
- Laurasiatheria
- Xenarthra

Daarnaast wordt de uitgestorven Zuid-Amerikaanse groep Meridiungulata† soms als een vijfde superorde gezien. Binnen deze superorden worden dan een groot aantal orden onderscheiden. De Xenarthra en Afrotheria vormen de twee oudste groepen, ontstaan in relatief isolement in respectievelijk Zuid-Amerika en Afrika. Een aantal opvallende resultaten van het onderzoek zijn o.a. het samenvoegen van de hoefdieren, roofdieren, vleermuizen en insecteneters in een superorde Laurasiatheria, en het samenvoegen van de evenhoevigen (Artiodactyla) en de walvissen (Cetacea) in één nieuwe orde: walvissen en evenhoevigen (Cetartiodactyla).

### Discussie
Er is echter nog veel discussie, bijvoorbeeld over het samenvoegen van de walvissen en de evenhoevige dieren. Ook de positie van uitgestorven ordes is verre van duidelijk. De Zuid-Amerikaanse hoefdieren zouden best onder de Laurasiatheria kunnen vallen.

### Geografie
De DNA-resultaten geven aan dat de geografie een betere indicatie gaf van het bestaan van vier hoofdgroepen, hier als superorde weergegeven, dan de morfologie. Zo lijken de tenreks van Madagaskar verrassend veel op de egels van Eurazië. De tenrek is echter eerder aan de olifant en de zeekoe verwant dan aan een egel. De egel is omgekeerd eerder aan het paard en de walvis verwant dan aan de tenrek. Voor zowel de klassieke vergelijkende anatomie als voor de paleontologie is dat slecht nieuws. Het betekent dat de morfologie vaker misleidender werkt dan gedacht werd en dat is nu juist waar zij hun werk op baseren. Convergente evolutie is daar waarschijnlijk de oorzaak van.
De overeenkomst met de geografische verdeling is weer goed nieuws voor de paleogeografen.
De splitsing in de vier 'superorden' heeft waarschijnlijk al gedurende het Krijt plaatsgevonden, toen de continenten in een aantal geïsoleerde stukken uiteengevallen waren.

## Taxonomie
De Eutheria omvat naast de superordes nog de volgende fossiele geslachten waarvan de plaats onduidelijk is:
- Adelotherium †
- Adrastotherium †
- Arrhinolemur †
- Astrapodon †
- Bulaklestes †
- Cephalonus †
- Coichephilum †
- Cretasorex † (nomen dubium?)
- Daulestes † (Palaeoryctidae?)
- Diastomicodon †
- Edvardocoopeia †
- Elocyon †
- Eodesmatodon †
- Eomaia †
- Ergilictis †
- Eupithecops †
- Eutomodus †
- Eutrigonodon †
- Eutrochodon †
- Hedralophus †
- Helioseus †
- Heterocoryphodon †
- Hyotheridium †
- Idiogenomys †
- Janvierocyon †
- Lophocoelus †
- Murtoilestes †
- Neodesmostylus †
- Nesciotherium †
- Obtususdon †
- Paranyctoides † (Zhelestidae?)
- Planodus †
- Prochalicotherium †
- Proplanodus †
- Sahnitherium †
- Stenotephanodon †
- Tingamarra † (het beruchte "hoefdier uit Australië")
- Trigonolophodon †
- Veratalpa †
- Wanotherium †
- Zaisanolophus †

Ook de plaats van de fossiele orde Protodelphia, met als enige soort Holoclemensia texana, is onduidelijk. In de morfologische indeling van Malcolm C. McKenna en Susan K. Bell wordt de Placentalia ingedeeld in de Xenarthra (equivalent met de superorde Xenarthra) en de Epitheria, die alle andere placentadieren omvat.